# Estêfatão

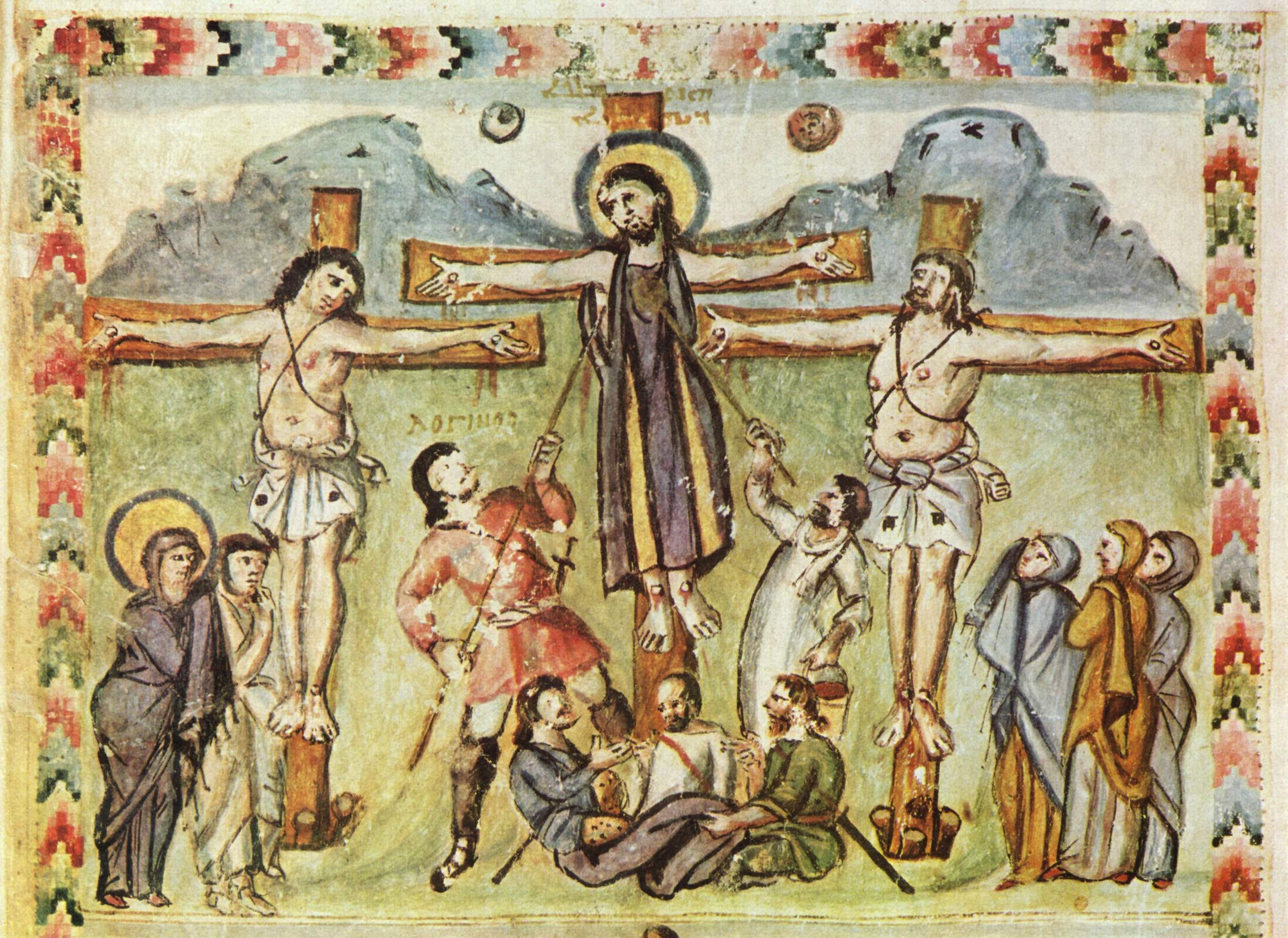
Estêfatão, à direita de Jesus, na primeira crucificação no manuscrito siríaco ilustrado chamado Rabbula Evangelhos, 586. Longino não é mencionado aqui

Estêfatão ou Estéfaton (grafado em inglês Stephaton) é o nome dado nas tradições cristãs medievais ao soldado romano, sem nome na Bíblia, que ofereceu a Jesus uma esponja embebida em vinho e vinagre na crucificação. Em representações posteriores da crucificação, Estêfatão aparece frequentemente com Longino, o nome dado ao soldado que perfurou o lado de Jesus com uma lança.

## Relatos dos Evangelhos
O relato de Jesus recebendo uma esponja embebida em vinagre enquanto estava na cruz aparece em todos os quatro evangelhos canônicos, com algumas variações. Tanto em Marcos 15: 35-36 como em Mateus 27: 47-48, logo depois de Jesus dizer "Meu Deus, meu Deus, por que me abandonaste?", um soldado próximo embebe uma esponja em vinagre e a levanta em uma cana para que Jesus possa beber justo. Lucas 23: 36-37 menciona que os soldados assistentes oferecem vinagre a Jesus enquanto zombam dele, movendo o motivo zombeteiro anteriormente apresentado em Marcos e Mateus para a crucificação. Em João 19:28-30, Jesus declara "Estou com sede" (uma de suas últimas palavras) e recebe a esponja embebida em vinagre "no hissopo". O significado do ato não é claro, embora seja geralmente interpretado como um ato de misericórdia por parte dos soldados. O episódio pode referir-se a Salmo 69:21: "Na minha sede, deram-me vinagre para beber". Muitos escritores cristãos medievais viam a oferta de vinagre como um ato de tortura, e não de misericórdia. Uma tradição apoiada por Santo Agostinho e outros Pais da Igreja, desenvolveram que o portador da esponja era um judeu.

## Na arte
O soldado que ofereceu a esponja a Jesus frequentemente aparece com Longino, o nome mais tarde dado ao soldado anônimo que perfurou o lado de Cristo com uma lança durante a crucificação. Não se sabe quando ou como o nome Stephaton se originou para este personagem, embora tenha se tornado comum muito antes do final do primeiro milênio. Há sugestões de estudiosos que consideraram o nome uma corruptela da palavra grega para esponja (spoggon), em associação ao episódio, o que poderia explicar também os outros nomes alternativos do soldado: Esopo (Esopos, de hyssopos, hissopo) e Calpurn ou Calpúrnio (de calamos, a palavra usada por Mateus e Marcos para a vara que portava a esponja). No entanto, William C. Jordan propõe que a palavra deriva de stephanos, coroa, pois nas pinturas medievais esse soldado apareceria ao lado de Cristo e sob uma inscrição acima que indicava a coroa de espinhos.
Em uma tradição iconográfica originada na arte bizantina, e continuando na arte carolíngia e otoniana, em representações da crucificação, ele foi regularmente mostrado ao lado de Longino, com suas ações mostradas simultaneamente, embora na narrativa bíblica, estas tenham ocorrido em momentos diferentes (a de Estêfatão ocorre antes da morte de Jesus, a de Longino ocorreu depois). Isso também é visto na arte irlandesa. Colum Hourihane e outros sugerem que as imagens não devem ser lidas como uma narrativa simples, mas sim como uma mistura de simbolismo e representação típica da arte medieval.